# Insula Calinovăț
Insula Calinovăț este situată pe Dunăre, la cca. 8 km aval de intrarea fluviului în România, fiind primul ostrov dunărean românesc întâlnit pe cursul său. Cu o suprafață de  aproximativ 9-12 ha,depinzând de debitul Dunării, insula are un sol nisipos-pietros, cu pâlcuri de pădure unde predomină specia arboricolă de răchită albă, Salix alba, cu floră și faună specifică zonelor umede. Ca încadrare teritorial-administrativă aparține comunei Pojejena (în partea vestică a satului Divici), și se află în imediata apropiere a drumului național DN57A, care leagă satul Pojejena de Socol.
Insula și luciul de apă limitrof insulei până la o adâncime de 2 m sunt incluse în Aria de protecție specială avifaunistică zona umedă Insula Calinovăț cu o suprafață de 24 de hectare, declarată arie protejată prin Hotărârea de Guvern Nr. 2151 din 30 noiembrie 2004 (privind instituirea regimului de arie naturală protejată pentru noi zone). Aceasta este inclusă în Parcul Natural Porțile de Fier, parc natural aflat pe suprafața teritorială a sitului de importanță comunitară Cursul Dunării - Baziaș - Porțile de Fier. 

## Vezi și
- Zona umedă Insula Calinovăț
- Listă de insule în România

## Legături externe
- Poziția pe hartă - wikimapia.org